# 高橋幸春
高橋 幸春（たかはし ゆきはる、1950年6月16日 - ）は、日本のノンフィクション作家・小説家。埼玉県生まれ。早稲田大学第一文学部卒業。
大学卒業後、ブラジルへ移住。1975年から3年間、サンパウロで発行されている邦字新聞パウリスタ新聞社（現・ニッケイ新聞社）勤務。1978年に帰国後、高橋幸春のペンネームでノンフィクションを執筆。2000年から麻野 涼のペンネームで小説も執筆している。

## 受賞・候補歴
- 1987年 - 『カリブ海の「楽園」』で第6回潮ノンフィクション賞受賞。
- 1991年 - 『蒼氓の大地』で第13回講談社ノンフィクション賞受賞。
- 2003年 - 『国籍不明』で第6回大藪春彦賞候補。

## 作品リスト

### ノンフィクション（高橋幸春名義）

#### 単著
- 明日香ちゃん美しく―稀少難病と闘う患者たちの記録（1982年7月 桐原書店）
- 翔べ!浩―あるサリドマイド児の青春（1983年12月 桐原書店）
- 流民の大地（1984年7月 桐原書店）
- 明日香ちゃん美しく〈続〉―稀少難病と闘う患者たちの記録（1985年11月 桐原書店）
- カリブ海の「楽園」―ドミニカ移住30年の軌跡（1987年9月 潮出版社）
- 蒼氓の大地（1990年11月 講談社 / 1994年3月 講談社文庫）
- 行こか戻ろか出稼ぎジャポン（1992年12月 講談社）
- 日系ブラジル移民史（1993年10月 三一書房）
- 悔恨の島ミンダナオ（1994年12月 講談社）
- パウラちゃんのニッポン日記（1995年1月 国土社） - 写真：田中和生
- 絶望の移民史―満州へ送られた「被差別部落」の記録（1995年11月 毎日新聞社）
- 車椅子の挑戦者たち―私の夢を生きるために（1996年7月 東林出版社）
- 日系人 その移民の歴史（1997年12月 三一新書）
- 日本一のわたしの母へ 涙でありがとう（1998年3月 東林出版社）
- 日系人の歴史を知ろう（2008年9月 岩波ジュニア新書）
- 透析患者を救う!修復腎移植（2013年10月 彩流社） - 監修：瀬戸内グループ医師団

#### 共著・共編
- ドミニカ移民は棄民だった―戦後日系移民の軌跡（1993年10月 明石書店） - 共編：今野敏彦
- 愛が引き裂かれたとき―追跡ルポ・結婚差別（1996年10月 解放出版社） - 共著：石飛仁
- 死刑判決は『シルエット・ロマンス』を聴きながら―林眞須美 家族との書簡集（2006年8月 講談社） - 著：林眞須美、共編：長冨俊和

### 小説（麻野涼名義）
- 天皇の船（2000年10月 文藝春秋）
- 国籍不明（2003年7月 講談社【上・下】）
- 闇の墓碑銘（2006年5月 徳間書店）
- GENERIC ジェネリック（2007年2月 徳間書店）
- 満州「被差別部落」移民―あの南天の木はまだあるか（2007年12月 彩流社）
- 移民の譜―東京・サンパウロ殺人交点（2008年6月 徳間文庫）
- 誤審（2008年11月 徳間書店）
- 死の臓器（2013年2月 文芸社文庫）
- 死の刻（2013年10月 文芸社文庫）
- 県警出動 (2016年4月 徳間文庫)

## 映像化作品
テレビドラマ
- 死の臓器（2015年7月12日 - 放送中、全5話、WOWOW「連続ドラマW」、主演：小泉孝太郎）